# Rąbinko
Rąbinko (deutsch Klein Rambin) ist ein Dorf in der polnischen Woiwodschaft Westpommern. Es liegt 15 Kilometer südlich von Białogard (Belgard) im  Powiat Świdwiński und gehört zur Gmina Rąbino (Landgemeinde Groß Rambin).

## Geschichte
Die pommersche und ehemals dem Kreis Belgard zugehörige Gemeinde Klein Rambin und ihr Vorwerk Sophienruh (auch „Steinkrug“ genannt) ist ein Ritterguts- und Bauerndorf. Am 8. August 1783 wurde das Rittergut, ein altes Lehen der Familie von Podewils, an Carl Ernst von der Gröben verkauft. In der Folgezeit wechselte es oft seine Besitzer, bis es 1912 an die Familie von Albert Hoffmann kam, der es bis 1945 gehörte. Neben dem Gut und der Gutsbrennerei gab es acht weitere Höfe am Ort sowie vier weitere im Nebenerwerb bewirtschaftete Kleinbetriebe. Im Jahr 1856 wurden in Klein Rambin 274 Einwohner in 28 Wohnhäusern gezählt.
Klein Rambin lag an der Kreisstraße, die Groß Rambin mit Belgard verband. Nächstgelegene Bahnstation war das zwei Kilometer entfernte Groß Rambin an der Bahnstrecke Danzig–Stargard. Die Muglitz (heute polnisch: Mogilica) durchfließt die Klein Rambiner Feldmark. Das Dorf gehörte bis 1945 zum Amts- und Standesamtsbezirk Groß Rambin. Letzte Amtsinhaber waren Georg Maaß bzw. Johannes Steltner und Walter Schulz.
Am 3. März 1945 marschierte die Rote Armee in Klein Rambin ein. Zahlreiche Gebäude, darunter das Schloss, wurden vernichtet. Der amtierende Bürgermeister wurde erschossen und sein Wohnhaus niedergebrannt. Infolge des Zweiten Weltkrieges kam der Ort zu Polen und die deutsche Bevölkerung wurde vertrieben.
Heute ist Rąbinko ein Teil der Gmina Rąbino (Landgemeinde Groß Rambin).

## Kirche
Klein Rambin hatte keine eigene Kirche und war nach Arnhausen orientiert. Als 1914 Groß Rambin zu einer eigenen Kirchengemeinde erhoben wurde, wurde ihr Klein Rambin zugeordnet. Es blieb eine Tochtergemeinde im Kirchspiel Arnhausen, das zum Kirchenkreis Belgard (Kirchenprovinz Pommern der Evangelischen Kirche der Altpreußischen Union) gehörte.
1927 wurde in Groß Rambin eine Kirche errichtet, die dann auch das Gotteshaus der Klein Rambiner wurde. Immerhin zählte die Kirchengemeinde (Pfarrvikariat) Groß Rambin im Jahr 1940 insgesamt 1718 Gemeindeglieder. Letzter deutscher Pfarrer war Egbert Zieger, der in der Zeit seines Militärdienstes von seiner Frau Gerda Zieger vertreten wurde.
Heute gehört Rąbinko zur Evangelischen Kirche Augsburgischen Bekenntnisses in Polen. Das zuständige Pfarramt ist in Koszalin (Köslin), nächstgelegene Kirchorte sind Białogard und Świdwin.

## Schule
Bereits 1856 hatte Klein Rambin ein eigenes Schulhaus. Die einklassige Dorfschule wurde zuletzt von den Lehrern Beckmann, Blank und Kesecki geleitet.

## Sehenswürdigkeiten
Als besonders sehenswert gilt in Rąbinko die alte Parkanlage aus dem 19. Jahrhundert.